# Al-Saadi el Gadafi
Al-Saadi el Gadafi (Árabe: الساعدي معمر القذافي; Trípoli, Libia, 25 de mayo de 1973) es el tercer hijo del exlíder libio Muamar el Gadafi. Es un empresario y exfubolista que militó en clubes como el Udinese y el UC Sampdoria, además de haber sido presidente de la Federación Libia de Fútbol. También ocupó el rango de teniente coronel en las Fuerzas Armadas de Libia y estuvo involucrado en los ataques a los rebeldes durante la rebelión libia de 2011. Una notificación naranja de la Interpol fue emitida en contra de Al-Saadi y otros miembros de su familia en marzo de 2011. Al-Saadi también formó parte del círculo interior de su padre. El 22 de agosto de 2011, fue capturado por el Consejo Nacional de Transición.
Logró escapar y refugiarse en Níger.

## Trayectoria
Al-Saadi comenzó a jugar fútbol a los 27 años de edad en el Al-Ahly Trípoli. Durante su etapa con el Trípoli, Al-Saadi contrató al atleta canadiense Ben Johnson como entrenador personal, al exfutbolista argentino Diego Armando Maradona como asesor y al entrenador argentino Carlos Salvador Bilardo como entrenador de la Selección de Libia.
Siendo capitán del equipo y al mismo tiempo presidente de la Federación Libia de Fútbol, la influencia de Al-Saadi se hizo notar. En el año 2000, en un encuentro entre el Al Ahly Bengasi y el Al Akhdar Al Bayda, se suscitaron decisiones arbitrales que favorecieron al equipo de Al Bayda, lo que provocó el disgusto de los aficionados, quienes invadieron el terreno de juego e incendiaron la sede de la Federación, además de pedir la renuncia de Al-Saadi como presidente de la misma. Al-Saadi renunció, no sin antes disolver al club de Bengasi e incendiar sus instalaciones en represalia. Sin embargo, al mes de los sucesos, su padre Muamar lo nombró nuevamente presidente de la Federación. Ese mismo año, el Al-Ahly Trípoli se enfrentó a un refundado Bengasi. En ese encuentro, el Bengasi se encontraba arriba en el marcador por 1-0, pero finalmente el árbitro le concedió dos penales al Trípoli, además de no haber anulado un gol en fuera de juego. Furiosos, los jugadores del Bengasi decidieron abandonar el terreno de juego, pero los guardias armados del Al-Saadi lo impidieron y les obligaron regresar al mismo. Al final, el Trípoli se impuso por 3-1. Más tarde ese año, se reveló que Al-Saadi había firmado un contrato con el club maltés Birkirkara FC con el fin de poder disputar la Liga de Campeones de la UEFA 2000-01. Sin embargo, por razones desconocidas, el traspaso cayó a última hora. Con el Al-Ahly solamente se mantuvo un año, antes de ser contratado por el Al Ittihad en 2001, club en el que también fungía como presidente.
Durante su tiempo con el Al Ittihad, Al-Saadi era el que prácticamente mandaba en el equipo. Además de decidir quienes eran los once jugadores que iban a disputar los encuentros, su entrenador, Giuseppe Dossena, declaró una vez que "normalmente juega los 90 minutos; sólo se le cambia cuando quiere. Las cosas son así y no sirve darle vueltas".
Por medio de la empresa de su familia Lafico (Libyan Arab Foreign Investment Company), adquirió un 7,5% de las acciones de la Juventus de Turín en 2002 con el fin de poder disputar encuentros con el club italiano. Sin embargo, el entrenador Marcello Lippi, tras ver sus cualidades, se opuso a ello y solamente le permitió entrenar con el equipo en algunas ocasiones. Es por eso que se especula que esa haya sido la razón por la cual la Supercopa de Italia de 2002 entre la Juventus y el Parma FC se haya disputado en Trípoli. Luego, un año después, Al-Saadi pagó al FC Barcelona la cantidad de 300.000 euros con el fin de que su equipo disputara un encuentro amistoso ante el equipo español en el Camp Nou. También pagó a la Asociación del Fútbol Argentino un millón de dólares para que su selección se enfrentase ante la Selección de Argentina el 30 de abril de 2003.
Ese mismo año, Al-Saadi firmó un contrato con el Perugia de Italia. Sin embargo, sin haber disputado un solo encuentro de liga, Al-Saadi dio positivo por nandrolona y fue suspendido durante 3 meses. Con el Perugia solamente disputó 15 minutos en la victoria por 1-0 ante la Juventus en la temporada 2003-04 y permaneció dos años antes de ser traspasado al Udinese con el fin de poder disputar la Liga de Campeones de la UEFA 2005-06. Sin embargo, el entrenador Serse Cosmi rechazó los miles de euros que Saadi le ofreció y lo dejó en el banquillo. Al-Saadi solamente logró disputar diez minutos del último encuentro de la temporada 2005-06 ante el Cagliari. Un año después, fue contratado por el UC Sampdoria, aunque no logró disputar ningún encuentro y decidió retirarse al término de la temporada 2006-07.

## Selección nacional
Al-Saadi fue internacional con la Selección de Libia, en donde fue capitán de la misma. Al-Saadi disputó 18 encuentros y anotó en dos ocasiones entre 2000 y 2006.

## Clubes
| Club            | País   | Año       |
| --------------- | ------ | --------- |
| Al-Ahly Trípoli | Libia  | 2000-2001 |
| Al Ittihad      | Libia  | 2001-2003 |
| Perugia         | Italia | 2003-2005 |
| Udinese         | Italia | 2005-2006 |
| UC Sampdoria    | Italia | 2006-2007 |

## Actuación militar durante la revolución
En el curso de la guerra civil libia tuvo actuación en el campo militar. Se considera que fue el autor del cambio de táctica: en vez de atacar a los rebeldes con tanques e infantería pesada, promovió el uso de vehículos ligeros, versátiles, fáciles de confundir.
El 22 de agosto de 2011, el teniente coronel Al-Saadi el Gadafi fue capturado por el Consejo Nacional de Transición en la ciudad de Trípoli. Logró escapar y refugiarse en Níger.
El 7 de diciembre de 2011, México comunicó haber detenido a una red criminal de cuatro personas que pretendía llevarle ilegalmente al estado Nayarit, en una localidad cercana una playa del Océano Pacífico. Para ello tenían fletados varios vuelos en los que atravesaría el mundo árabe, después iría rumbo a Estados Unidos, y, finalmente, a México, donde se establecería junto con su familia con identidades falsas.